# アントン・ドーフ
アントン・ドーフ（Anton Laurids Johannes Dorph、1831年2月15日 - 1914年1月12日）はデンマークの画家である。教会の祭壇画や人物画、風景画を描いた。

## 略歴
ユトランド半島のホーセンスに生まれた。父親のニルス・ドーフ（Niels Vinding Dorph）は文学研究家でホーセンスの学校の教授であった。学者として父の後を継ぐことをやめ、画家の道に進み1845年に、デンマーク王立美術院に入学し、クリストファー・エカスベア（Christoffer Wilhelm Eckersberg）の教室で学んだ。その後、2年ほどヴィルヘルム・マーストランに学んだ。王立美術院の銀賞を受賞し、肖像画や風俗画を出展し始めた。肖像画の分野で注目を集め、王立美術院の賞、De Neuhausenske Præmierを受賞した。この頃からシェラン島の漁師の姿を題材に描きはじめ、この題材や肖像画で出展を続けることになった。1859年から1861年に王立美術院の奨学金でイタリアを旅し、ソレントの漁師の姿や、夕暮れの風景、イタリアの家族の生活を描いた。
ドーフの仕事の最も大きい部分で、生活を支えたのは、デンマーク各地の教会の祭壇画を描くことであった。1857年から1910年の間に80以上の祭壇画を描いた。
1871年に王立美術院の会員となり、1879年にダンネブロ勲章を受勲した。

## 作品

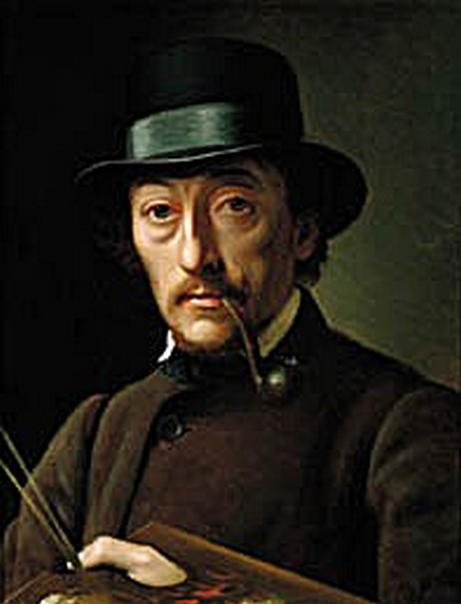
肖像画
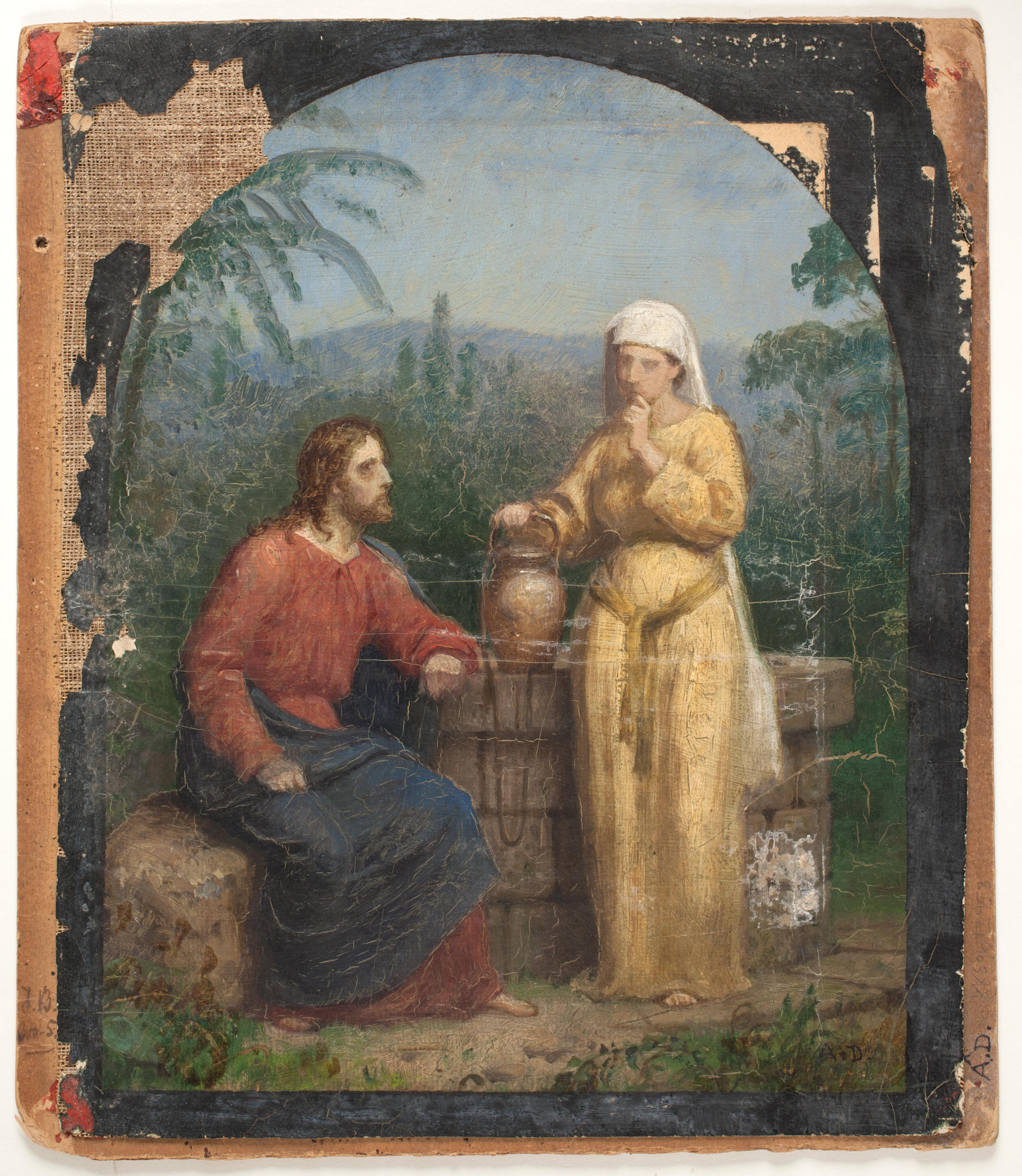
イエスと井戸のサマリア人
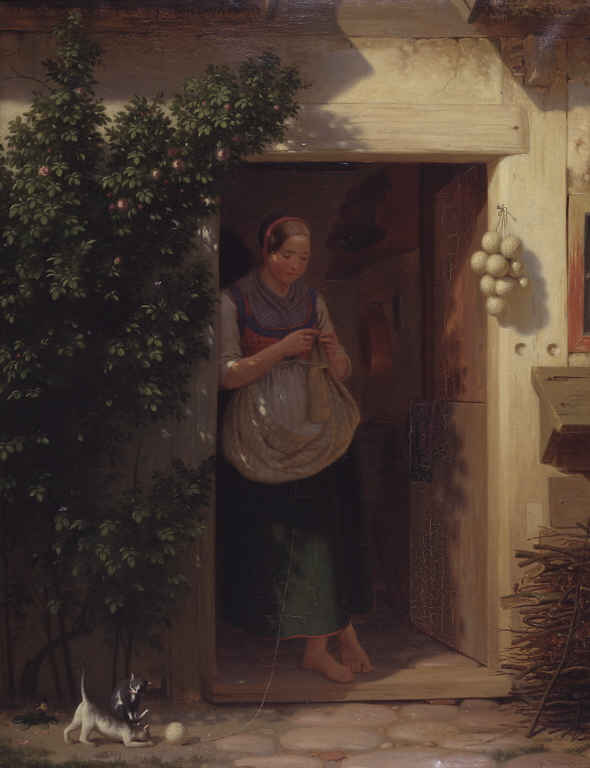
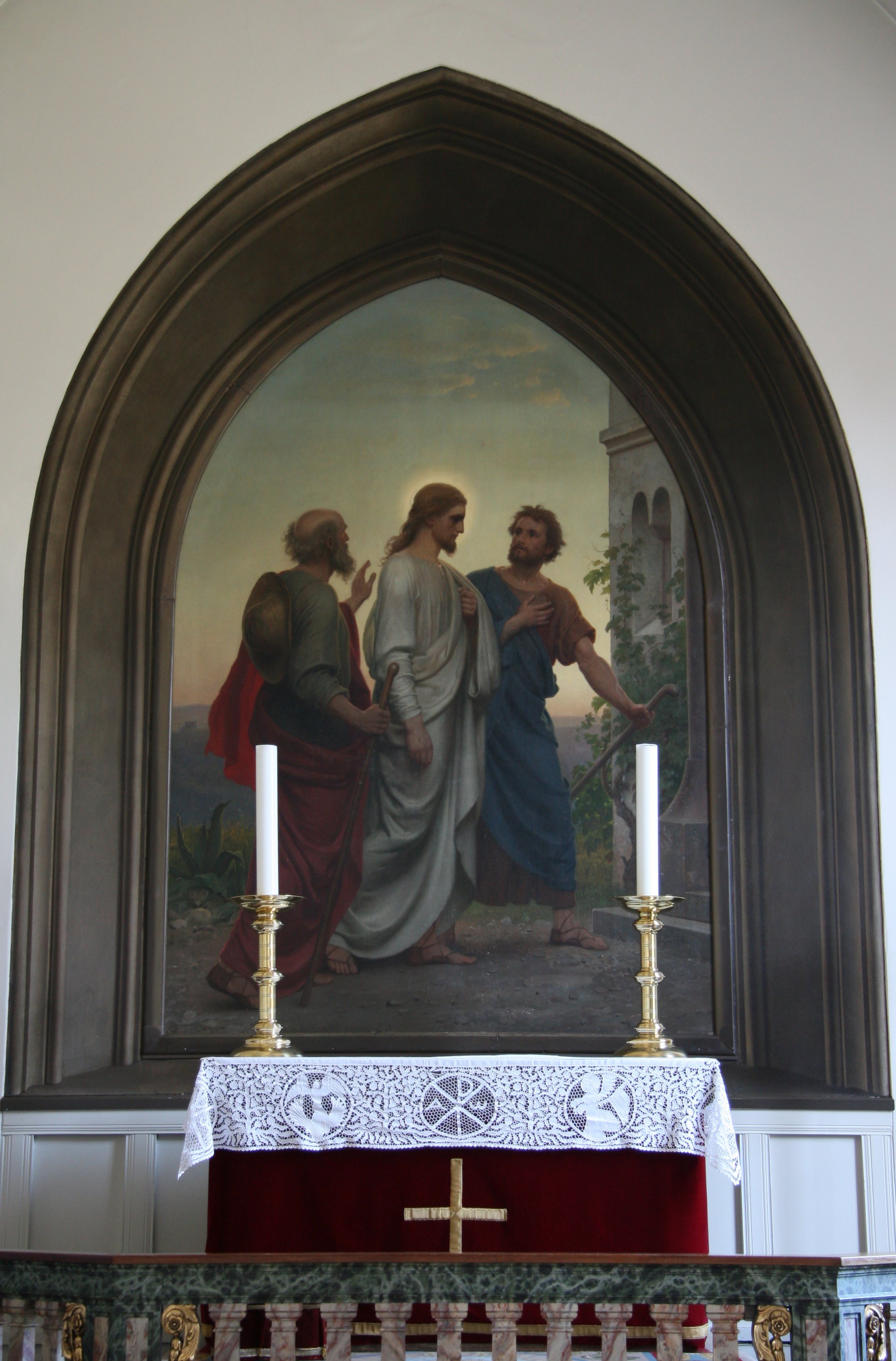
コペンハーゲンの教会の祭壇画

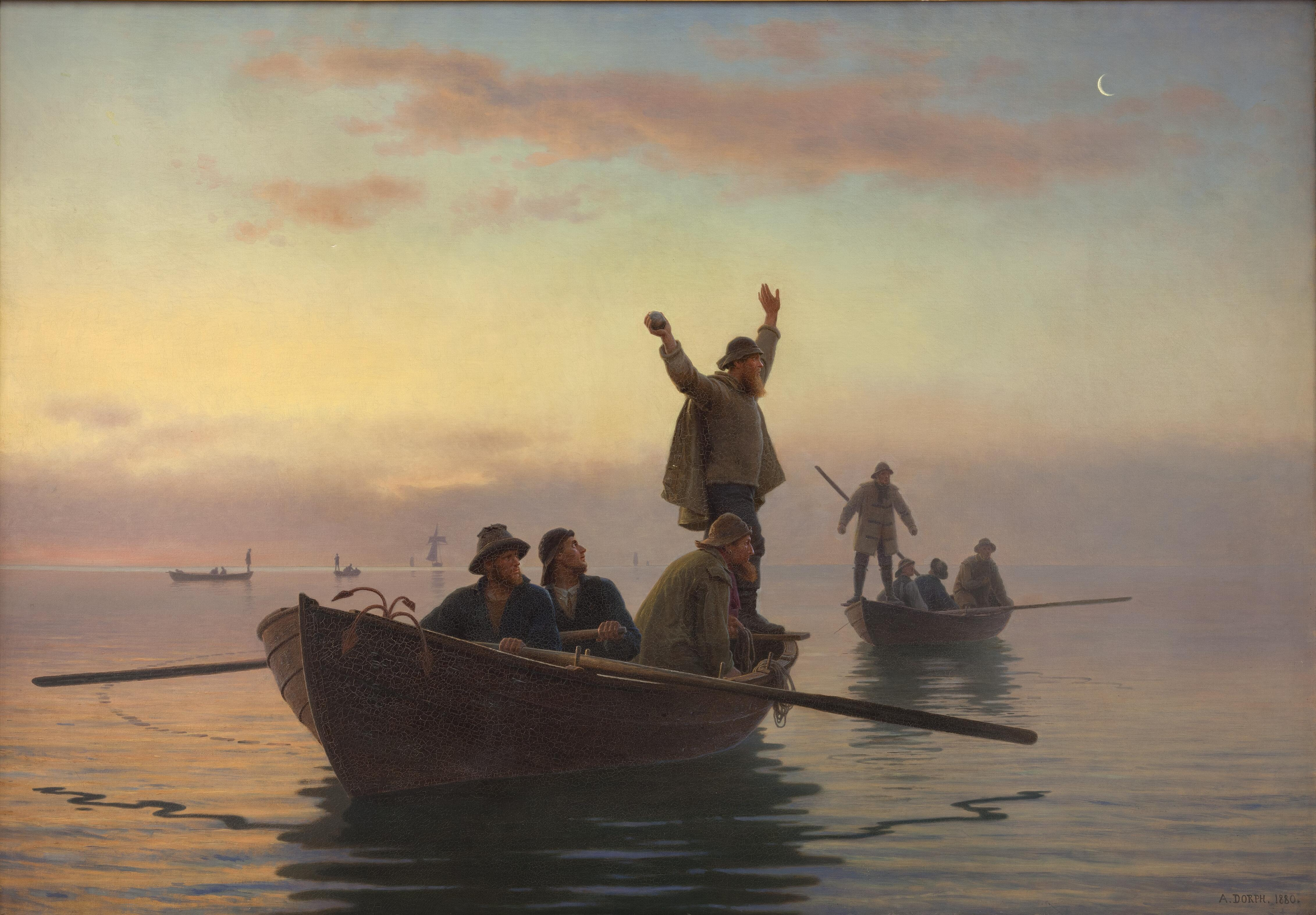
早朝の漁師
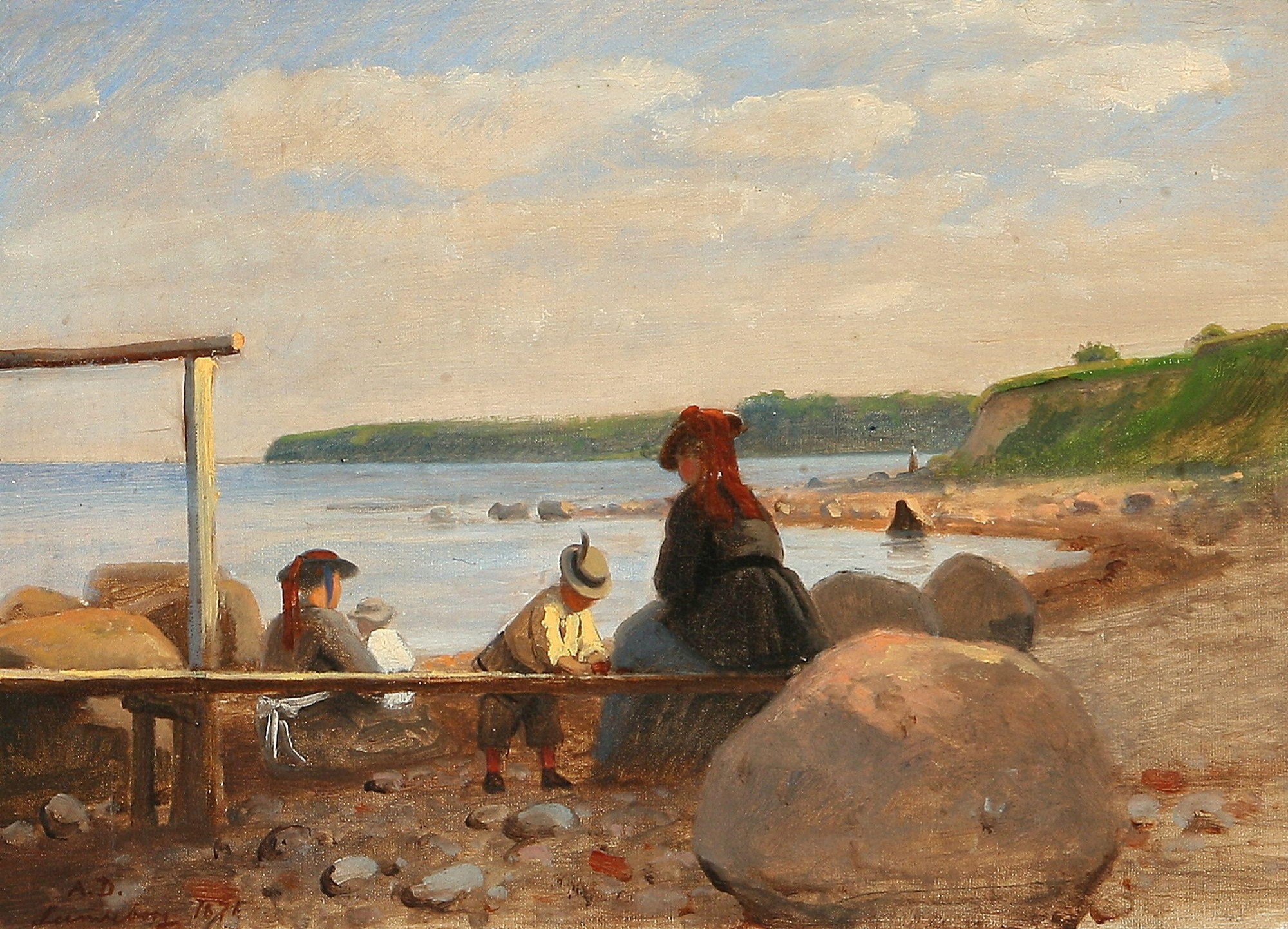
海岸の母子
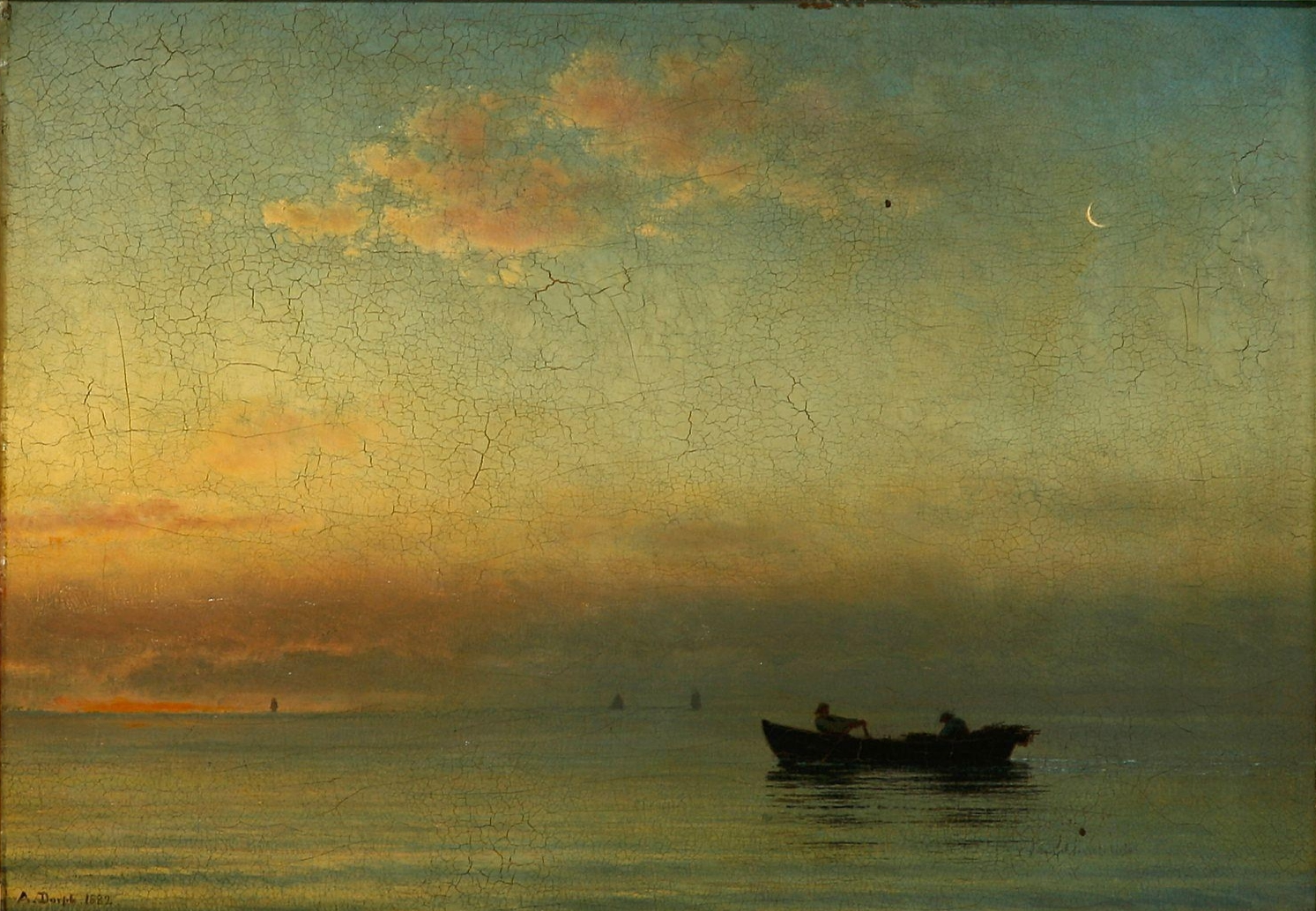
穏やかな海上の漁師